# Ian McDiarmid
Ian McDiarmid (11 augustus 1944) is een Schots acteur. McDiarmid is vooral bekend van als het personage Emperor Palpatine / Darth Sidious in de Star Wars Saga.
Ian McDiarmid verschijnt als de kwaadaardige manipulator en keizer van het Galactische Keizerrijk, Keizer Palpatine / Darth Sidious in de films Star Wars: Episode I: The Phantom Menace, Star Wars: Episode II: Attack of the Clones, Star Wars: Episode III: Revenge of the Sith, Star Wars: Episode V: The Empire Strikes Back, Star Wars: Episode VI: Return of the Jedi, Star Wars: Episode IX: The Rise of Skywalker en in een stemmenrol in Star Wars: Episode VII: The Force Awakens van de Star Wars-saga. Ook verschijnt hij in de televisieseries Star Wars Rebels, Star Wars: The Bad Batch, Obi-Wan Kenobi en Star Wars: Tales of the Jedi. Oorspronkelijk was McDiarmid ook afwezig in Episode V: The Empire Strikes Back (Palpatine werd hierin gespeeld door Clive Revill). Maar regisseur George Lucas wilde alleen McDiarmid hebben voor de rol van de Sith Meester en dus werd er tijdens de opnames van Episode III ook nog die een scène opnieuw opgenomen voor Episode V.
Van 1990 tot 2002 was McDiarmid artistiek leider van het Almeida Theatre in Londen, samen met Jonathan Kent.

## Filmografie
- Star Wars: Tales of the Jedi (2022, stem in televisieserie)
- Obi-Wan Kenobi (2022, televisieserie)
- Star Wars: Episode IX: The Rise of Skywalker  (2019)
- Star Wars: Rebels (2018, stem in televisieserie)
- The Lost City of Z  (2016)
- Margaret (2009, televisiefilm)
- Our Hidden Lives (2005, televisiefilm)
- Star Wars: Episode III: Revenge of the Sith (2005)
- Star Wars: A Musical Journey (2005)
- Star Wars: Episode V: The Empire Strikes Back (2004, heruitgave)
- Star Wars: Episode II: Attack of the Clones (2002)
- Crime and Punishment (2002, televisiefilm)
- Sleepy Hollow (1999)
- All the King's Men (1999, televisiefilm)
- Star Wars: Episode I: The Phantom Menace (1999)
- Great Expectations (1999, televisiefilm)
- Rebecca (1997, televisiefilm)
- Hillsborough (1996, televisiefilm)
- Restoration (1995)
- Annie: A Royal Adventure! (1995, televisiefilm)
- Heart of Darkness (1993, televisiefilm)
- Selected Exits (1993, televisiefilm)
- Chernobyl: The Final Warning (1991, televisiefilm)
- Dirty Rotten Scoundrels (1988)
- Pity in History (1985, televisiefilm)
- Gorky Park (1983)
- Star Wars: Episode VI: Return of the Jedi (1983)
- Dragonslayer (1981)
- Sir Henry at Rawlinson End (1980)
- The Awakening (1980)
- Richard's Things (1980)
- A Performance of Macbeth (1979, televisiefilm)
- The Likely Lads (1976)

- Biblioteca Nacional de España: XX5629663
- Gemeinsame Normdatei: 142616826
- International Standard Name Identifier: 0000 0003 6225 0729
- Library of Congress Control Number: no2001074508
- MusicBrainz: 17e1186e-dc20-4ed9-a2b7-d792972165da
- Nationale Bibliotheek van Israël: 987007437915605171
- Nationale Bibliotheek van Polen: a0000002972887
- SNAC: w6nd0fp6
- Système universitaire de documentation: 157051323
- Virtual International Authority File: 141501780
- WorldCat: E39PBJrwVVdMRr3wcKTvt3RxjC